# 여수 구 애양원교회
여수 구 애양원교회는 대한민국 전라남도 여수시 율촌면에 있는 일제강점기에 만들어진 건축물이다. 2002년 5월 31일 대한민국의 국가등록문화재 제32호로 지정되었다.

## 개요
이 건물은 증개축으로 당시의 모습을 그대로 간직하지 않고 있으나, 석조에 의한 기본골격과 창문의 형태 등 전체적인 원형을 유지하고 있다. 이 건물은 애양병원과 함께 1926년 포싸이트 의료선교사에 의해 광주에서 이전해 세워진 예배당으로 일제강점기에 서구인(선교사)에 의해 지어진 여수에서는 보기 드문 건물로 1900년대 초반 한국선교사(宣敎史)를 살펴볼 수 있는 근대종교건축물이며, 또한 손양원 목사가 나환자들과 생애를 같이한 곳이기도 하다.

## 참고 자료
- 여수 구 애양원교회 - 국가유산청 국가유산포털